# Musée de l'Histoire de France (Versailles)
Ne doit pas être confondu avec le musée des Archives nationales, dénommé « musée de l'Histoire de France » de 1939 à 2006.

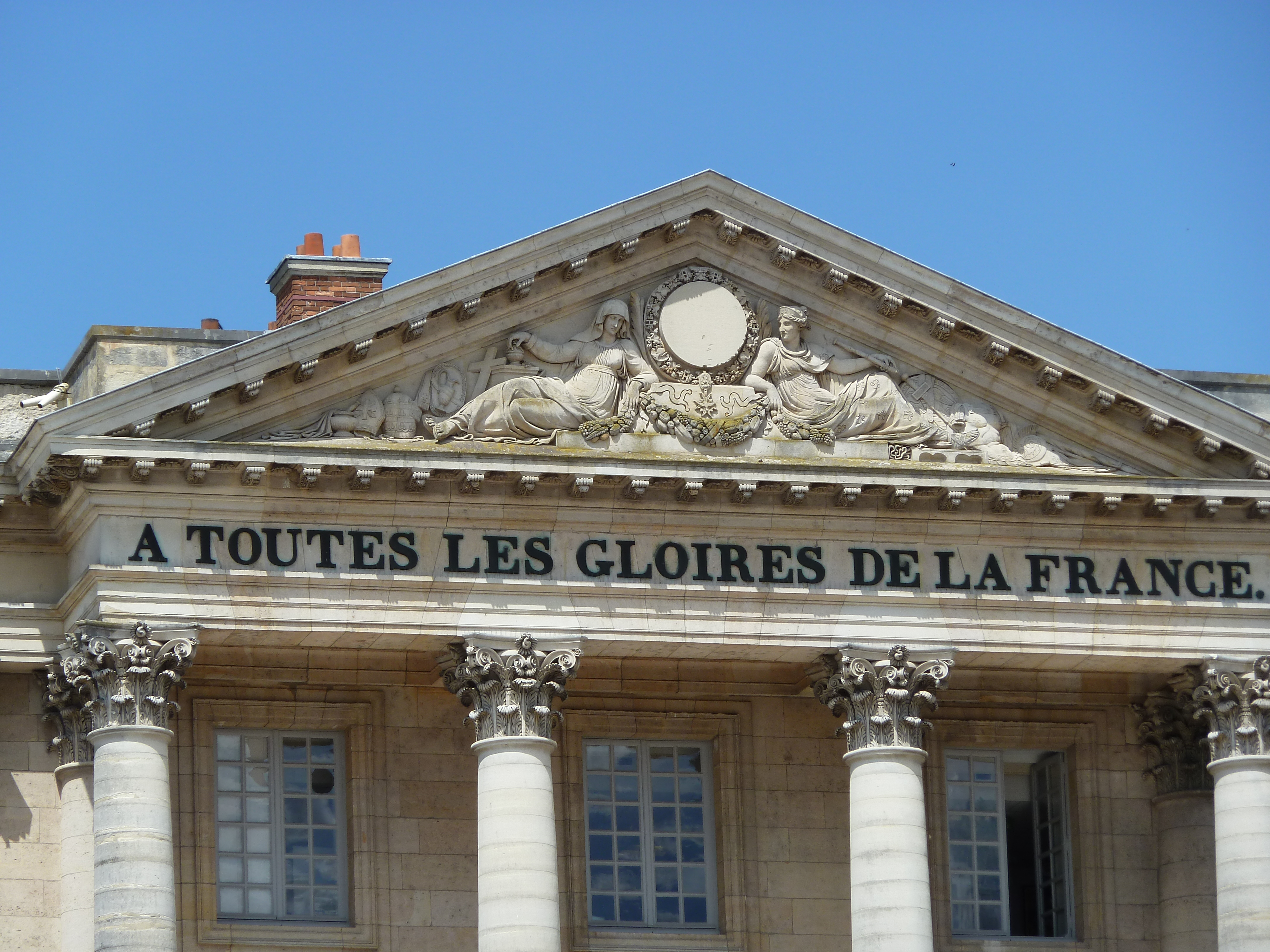
La dédicace À toutes les gloires de la France. sur le fronton de l'aile Gabriel, inscrite sous le règne de, également sur le fronton du pavillon Dufour.

Le musée de l'Histoire de France est le musée célébrant l'histoire de France que devient le château de Versailles sous Louis-Philippe Ier, en 1837. Ancienne résidence royale abandonnée depuis 1789, le château désormais ouvert au public devient ainsi un musée dédié « à toutes les gloires de la France », qu'elles soient de l'Ancien Régime, de la Révolution, de l'Empire ou de la Restauration. Sont ouverts à la visite les vestiges de l'Ancien Régime comme les anciens appartements royaux, princiers, ou de la cour, des salons ou encore la galerie des Glaces, tandis que des pièces sont transformées pour exposer des tableaux et sculptures exaltant l'histoire de France.
Si le terme de « musée de l'Histoire de France » est censé être le nom de l'ensemble du château rendu visitable, il est souvent utilisé de manière restreinte pour désigner seulement les ajouts de Louis-Philippe, aussi appelés « galeries historiques », pour les distinguer des authentiques lieux de vie, de travail ou d'apparat d'Ancien Régime du reste du château.
Les collections, installées aujourd’hui dans plusieurs salles et galeries du château, sont enrichies jusqu'au début du XXe siècle.

## Histoire

### Aménagements du château

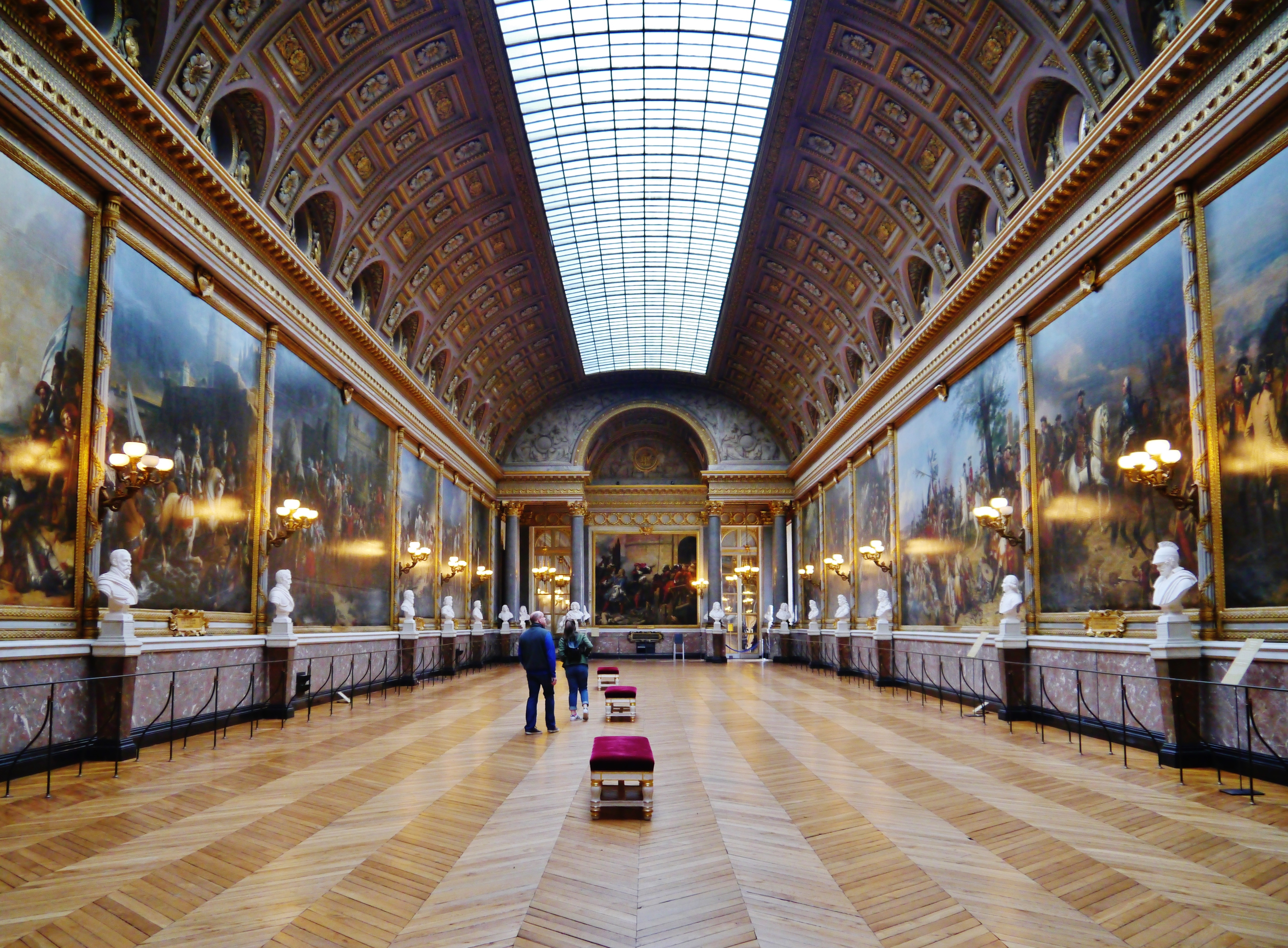
La galerie des Batailles, aménagement le plus imposant du musée de l'Histoire de France.

Le musée de l'Histoire de France — dédié « À toutes les gloires de France » — est créé en 1837 par le roi Louis-Philippe qui en confie l'organisation au comte de Montalivet.
Installé dans les ailes du château de Versailles, alors dans un état proche de l'abandon, il regroupe un vaste ensemble de portraits et scènes historiques, toiles commandées pour la plupart à des artistes du temps. Ensemble unique en Europe, il a récemment fait l'objet de restaurations. 
Il comprend notamment la galerie des Batailles, galerie de 120 mètres de long abritant de vastes tableaux qui illustrent les grands évènements militaires de l'histoire de France.

### Après la chute de Louis-Philippe

#### Vers une réhabilitation
En 2007, toutes les collections ont été regroupées dans l'aile du Midi dans le cadre de travaux de rénovation très importants.

## Collections
Les collections du musée de l’Histoire de France comprennent notamment aujourd’hui près de 6 000 peintures et 1 500 sculptures, datées des XVe-XXe siècles, dont près de la moitié sont des commandes de Louis-Philippe pour son musée (œuvres de création, copies et moulages).
Depuis la chute de Louis-Philippe en 1848, les collections n’ont cessé de s’enrichir, par des commandes ou achats de l’État, mais aussi par de très nombreux legs et donations. D'abord consacrées aux peintures et aux sculptures, puis aussi au remeublement du château, les collections comptaient environ 65 000 œuvres au total en 2014, dont 18 861 en ligne sur le site du château au 1er décembre 2017 (8 593 estampes, 3 689 peintures et miniatures, 1 577 objets d'art, 1 403 dessins et pastels, 1 178 meubles, etc.). À lui seul, le Cabinet des dessins et gravures comprend au total 90 pastels, environ 1 400 dessins et environ 28 000 gravures, soit près de 30 000 œuvres et le Cabinet des médailles en compte 2 600.

## Le discours historique et l'iconographie

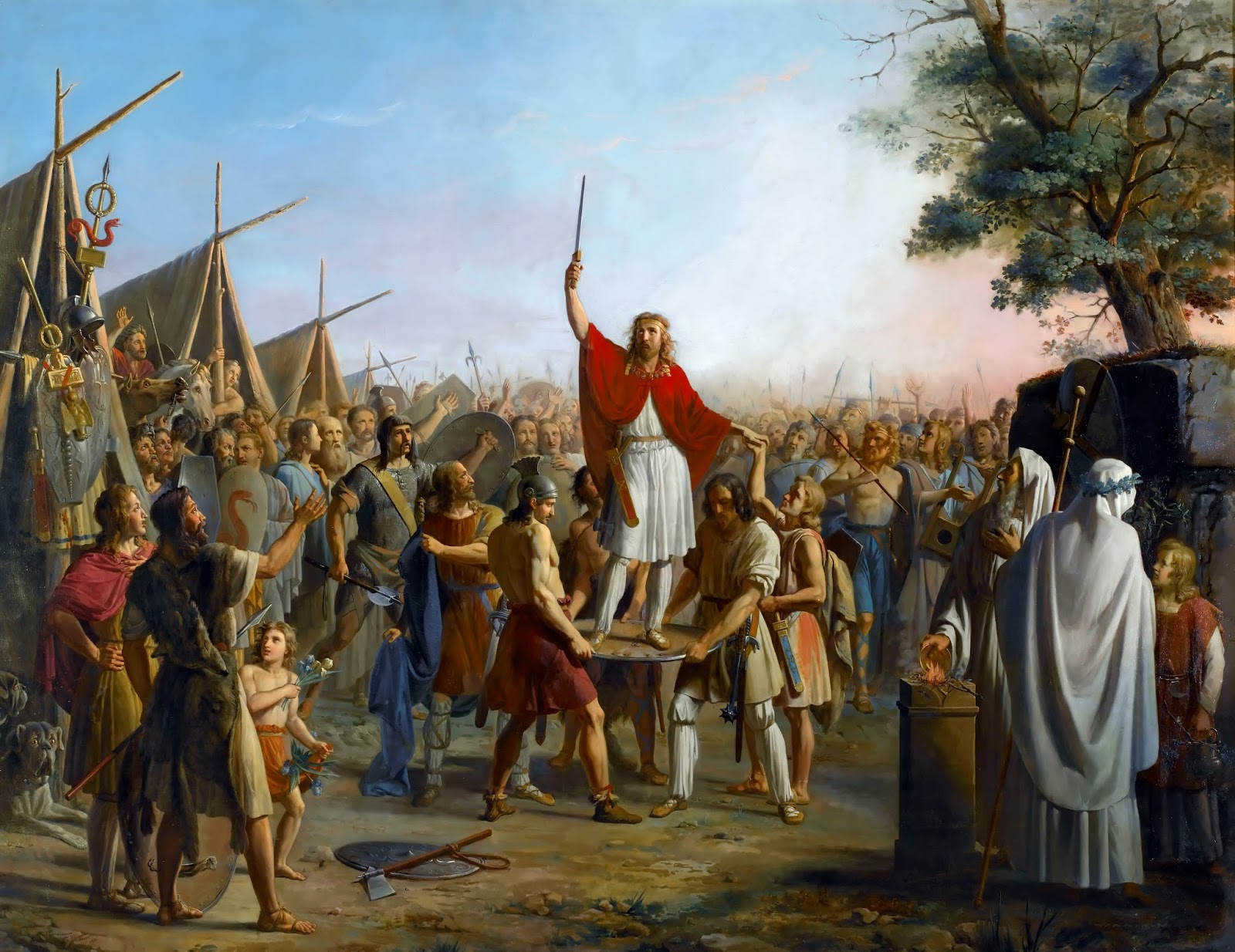
Le roi mythique Pharamond élevé sur le pavois par les guerriers francs, 417, de Pierre Révoil, est l'évènement le plus ancien représenté parmi les tableaux du musée.

La plupart de ces œuvres relèvent de l’art officiel et ont servi pendant des générations à l’illustration d’innombrables ouvrages d’histoire, de littérature, dictionnaires et encyclopédies.

#### Sources d'époque
- Eudore Soulié, Notice du Musée impérial de Versailles : 1re partie - Rez-de-chaussée, Paris, Charles de Mourgues Frères, 1859, XLIX + 524 (lire en ligne)
- Eudore Soulié, Notice du Musée impérial de Versailles : 2e partie - 1er étage, Paris, Charles de Mourgues Frères, 1860, 4 + 406 (lire en ligne)

#### Ouvrages sur le musée
- C. Constans et L. Gervereau (sous la direction de), Le Musée révélé : l'histoire de France au château de Versailles, Paris, 2005,  (ISBN 978-2-221-10295-4).
- Isabelle Chave et Éric Landgraf, « La transformation du château de Versailles par Louis-Philippe (1833-1847) en coulisses : les rapports des visites royales de l’architecte Frédéric Nepveu », Livraisons de l'histoire de l'architecture, n° 32, 2016, 127-145, lire en ligne.
- Valérie Bajou (dir.), Louis-Philippe et Versailles, Paris, Somogy / Château de Versailles, 2018, 425 p. (ISBN 9782757213612), catalogue d'exposition, 6 octobre 2018 au 3 février 2019.
- Thomas W. Gaehtgens (trad. de l'allemand par Patrick Poirot, préf. Pierre Lemoine), Versailles. De la résidence royale au musée historique : la galerie des batailles dans le musée historique de Louis-Philippe, Paris / Anvers, Albin Michel / Fonds Mercator, 1984, 407 p. (ISBN 2-226-02168-X, présentation en ligne).
- Pierre Francastel, La création du Musée historique de Versailles et la transformation du palais (1832-1848) d'après des documents inédits, Paris, Les Presses modernes, 1930, 140 p.

#### Ouvrages sur le château de Versailles
- Pierre Verlet, Le château de Versailles, Fayard, 1985, 742 p. (ISBN 2-213-01600-3, lire en ligne).
- Jean-François Solnon, Histoire de Versailles, Le Rocher, coll. « Le Présent de l'Histoire », 1997, 379 p. (ISBN 978-2-268-02708-1, lire en ligne).
- Maxime Blin, Le château de Versailles en chantiers : 1623-2018, quatre siècles de construction, SOTECA / Centre de recherche en histoire, histoire de l'art et muséologie, 2017, 300 p. (ISBN 979-1091561907).